# Helen Aitchison
Frances Helen Aitchison (Sunderland, 6 de dezembro de 1881 — Aylesbury, 26 de maio de 1947) foi uma tenista britânica. Medalhista olímpica de prata em duplas mistas indoor, com Herbert Barrett.